# Silverfläckig örtblomfluga
Silverfläckig örtblomfluga (Cheilosia fasciata) är en tvåvingeart som först beskrevs av Ignaz Rudolph Schiner och Egger 1853.  Silverfläckig örtblomfluga ingår i släktet örtblomflugor, och familjen blomflugor.
Artens utbredningsområde är Österrike. Arten har ej påträffats i Sverige. Inga underarter finns listade i Catalogue of Life.

## Bildgalleri

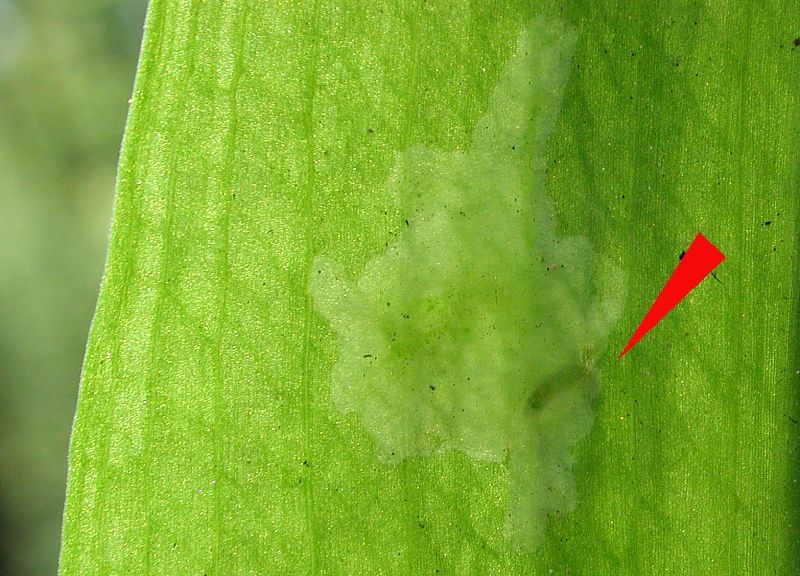